# Asterostoma
Asterostoma is een geslacht van uitgestorven zee-egels, en het typegeslacht van de familie Asterostomatidae.

## Soorten
- Asterostoma dickersoni Sánchez Roig, 1949 †
- Asterostoma irregularis Sánchez Roig, 1952 †
- Asterostoma subcircularis Sánchez Roig, 1952 †